# Хотерань (Олт)
Хотерань, Хотерані (рум. Hotărani) — село у повіті Олт в Румунії. Входить до складу комуни Феркашеле.
Село розташоване на відстані 137 км на захід від Бухареста, 29 км на південь від Слатіни, 50 км на схід від Крайови.

## Населення
За даними перепису населення 2002 року у селі проживали 969 осіб, з них 968 осіб (99,9%) румунів. Усі жителі села рідною мовою назвали румунську.